# Paschhur
Paschhur ist im Alten Testament der Name von fünf Personen.

## Etymologie
Der Name Paschhur (hebräisch פַּשְׁחוּר  pašchûr) ist vermutlich ägyptischen Ursprungs (p3 srj [n] Ḥr) und bedeutet „Kind des Horus“. Im Alten Testament kommt er ab etwa 600 v. Chr. vor. Darüber hinaus ist der Name auf zwei Ostraka aus dem 8. Jahrhundert v. Chr. belegt.
In der Septuaginta wird der Name verschieden wiedergegeben. Es treten folgende Varianten auf: πασχωρ paschōr (1 Chr 9,12 ), φασσουρ phassur (Esr 2,38 ) und φασουρ phasur (Esr 10,22 ).

## Paschhur, Sohn des Immer
Eine Person dieses Namens ist Priester und Tempelaufseher zur Zeit Jeremias. Er misshandelt diesen (Jer 20,1–6 ). Darauf folgt die 5. Konfession Jeremias (Jer 20,7–13 ). Nach Jeremias Freilassung erhält Paschhur von ihm den Symbolnamen „Grauen ringsums“ (Jer 20,3 ) und es wird ihm Exil und Tod angekündigt.

## Paschhur, Sohn des Malkia
Eine zweite Person dieses Namens ist ein Gesandter des Königs Zedekia während der babylonischen Belagerung Jerusalems an Jeremia (Jer 21,1–2 ). In Jer 38,1–6  ist er daran beteiligt, Jeremia in die Zisterne zu werfen, da dieser demoralisierend auf die Verteidiger der Stadt gewirkt hatte, indem er allen in der Stadt den Tod ankündigte, denen aber, die die Stadt verlassen und sich ergeben würden, zu überleben. Möglicherweise ist der in Jer 38,6  genannte Königssohn Malkia mit dem Vater dieses Paschhurs identisch. In diesem Fall wäre Paschhur königlicher Abstammung.

## Paschhur, Vater des Gedalja
In Jer 38,1  wird unter den Gegnern Jeremias ein „Gedalja, Sohn des Paschhur“ erwähnt.

## Paschhur, ein Priester
Ein weiterer Paschhur ist der Vorfahr einer Gruppe von Priestern, die unter Serubbabel aus dem Babylonischen Exil nach Juda heimkehren. Es handelt sich bei ihnen um die größte Priestergruppe Esr 2,38 . Sechs dieser Priester, die in Esr 10,19  namentlich aufgeführt werden, haben ausländische Frauen geheiratet, und verpflichten sich, diese zu entlassen.

## Paschhur, ein weiterer Priester
Neh 10,4  nennt einen weiteren Priester namens Paschhur. Dieser verpflichtete sich zusammen mit Nehemia und Anderen, nach der Weisung des Mose zu leben und den Tempel zu unterstützen.